# Намв'єт

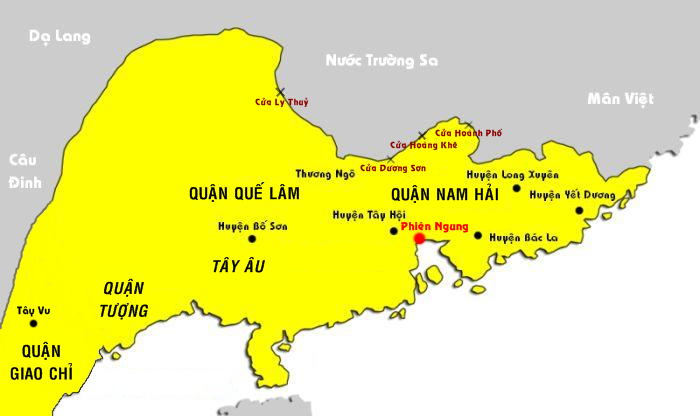
Мапа китайсько-в'єтської держави Наньюе у третьму столітті до Христа.

Намв'є́т (в'єт. Nam Việt; кит.: 南越 / 南粵, Наньюе, «Південне Юе») — давнє царство на території північного В'єтнаму і південно-східного Китаю (провінції Ґуандун и Ґуансі).
Основним джерелом пізнання історії держави Намв'єт (Наньюе) є хроніка «Ши цзі» великого китайського історика Сима Цяня.
Царство утворилось після розпаду держави Цінь Ши Хуан-ді в 204 до н. е. Син цінського намісника по імені Чжао То (в'єтнамізований варіант Ч'єу Да) зруйнував в'єтську державу Аулак і об'єднав під своїм началом народи юе (пращури сучасних чжуанів); також йому вдалося розширити кордони своєї держави на південь до дельти Червоної річки (Хонгха) і, ймовірно, до сучасного міста Дананг у В'єтнамі.
Чжао То формально визнавав зверхність ханських правителів, однак спроба імператриці Люй-хоу приєднати Намв'єт до ханських володінь зазнала поразки. Тільки в 111 р. до н. е. імператор У-ді спромігся завоювати Намв'єт і заселив територію китайцями. Відтоді ця частина Південно-Східної Азії назавжди опинилась у сфері впливу китайської цивілізації.
У 938 році в'єтнамський полководець Нґо Куєн на чолі армії розгромив китайське військо при річці Батьданг і заснував в долині Червоної річки державу, що на честь давнього (вже на той час) царства отримала назву Намв'єт. Це державне утворення проіснувало до 954 року.
Нарешті у 1802 році назву Намв'єт (точніше В'єтнам) поновили до життя у часи правління в'єтнамського імператора Зя Лонга (*1762 — †1820), і надалі са́ме вона закріпилась як назва сучасного В'єтнаму.